# Cuồng Duật
Cuồng Duật (chữ Hán: 狂矞) là một vị ẩn sĩ sống vào cuối đời nhà Thương và đầu thời nhà Chu trong lịch sử Trung Quốc, tương truyền ông rất tinh tường thiên văn địa lý luận cổ suy kim kiến thức uyên bác.

## Sự tích
Bấy giờ Trụ vương bạo ngược nên Cuồng Duật không ra làm quan mà lánh vào vùng rừng núi hoang vu ở ẩn, ông thường xa nhà đi chu du vãn cảnh những nơi thâm sơn cùng cốc sống cảnh an nhàn thanh thản. Sau khi Chu Vũ Vương đánh đổ nhà Thương ra lời kêu gọi nhân tài về triều đình phục vụ xây dựng đất nước, nhiều kẻ sĩ hiền trước đây cũng trốn tránh vua Trụ nay thấy có minh quân nên đều ra làm quan và đều được phong tước kiến địa. Duy có Cuồng Duật lúc ấy tuy tuổi chưa cao lắm nhưng vẫn cứ quyết tâm ở ẩn không chịu ra, người ra hỏi đến thì ông nói rằng đã quen sống với cảnh tĩnh mịch rồi. Chu Vũ Vương hay tin Cuồng Duật là nhân tài hiếm thấy liền phái Khương Tử Nha xa giá đến tận nơi ở mời ông, tuy nhiên dù Tử Nha có thuyết phục thế nào Cuồng Duật cũng dứt khoát không chịu ra giúp nước. Ông nói rằng học tập theo gương Hứa Do ngày trước hưởng thụ nốt quãng đời còn lại, Khương Tử Nha khuyên không được lập tức hạ lệnh bắt giữ Cuồng Duật chém đầu ngay tại chỗ để thị chúng.
Khi Tử Nha hồi kinh thuật lại sự việc thì bị Chu Vũ Vương quở trách rằng người ta đã không thích thì thôi việc chi phải giết, Tử Nha trả lời rằng giờ là lúc đất nước cần nhân tài nếu ai cũng như Cuồng Duật thì làm gì có người xây dựng đất nước. Vả lại nếu tài giỏi mà không đem ra sử dụng thì dẫu tài đến mấy cũng chẳng để làm gì, vậy nên chém chết vừa để làm gương cho kẻ khác cũng vừa là răn đe những ai không thực bụng với triều đình vậy.
Quả nhiên, sau cái chết đó, những người dửng dưng với nhà Chu không còn dám tỏ ra thanh cao mà ở ẩn nữa.